# 1694 en arts plastiques
| Années des arts plastiques : 1691 - 1692 - 1693 - 1694 - 1695 - 1696 - 1697    |
| Décennies des arts plastiques : 1660 - 1670 - 1680 - 1690 - 1700 - 1710 - 1720 |

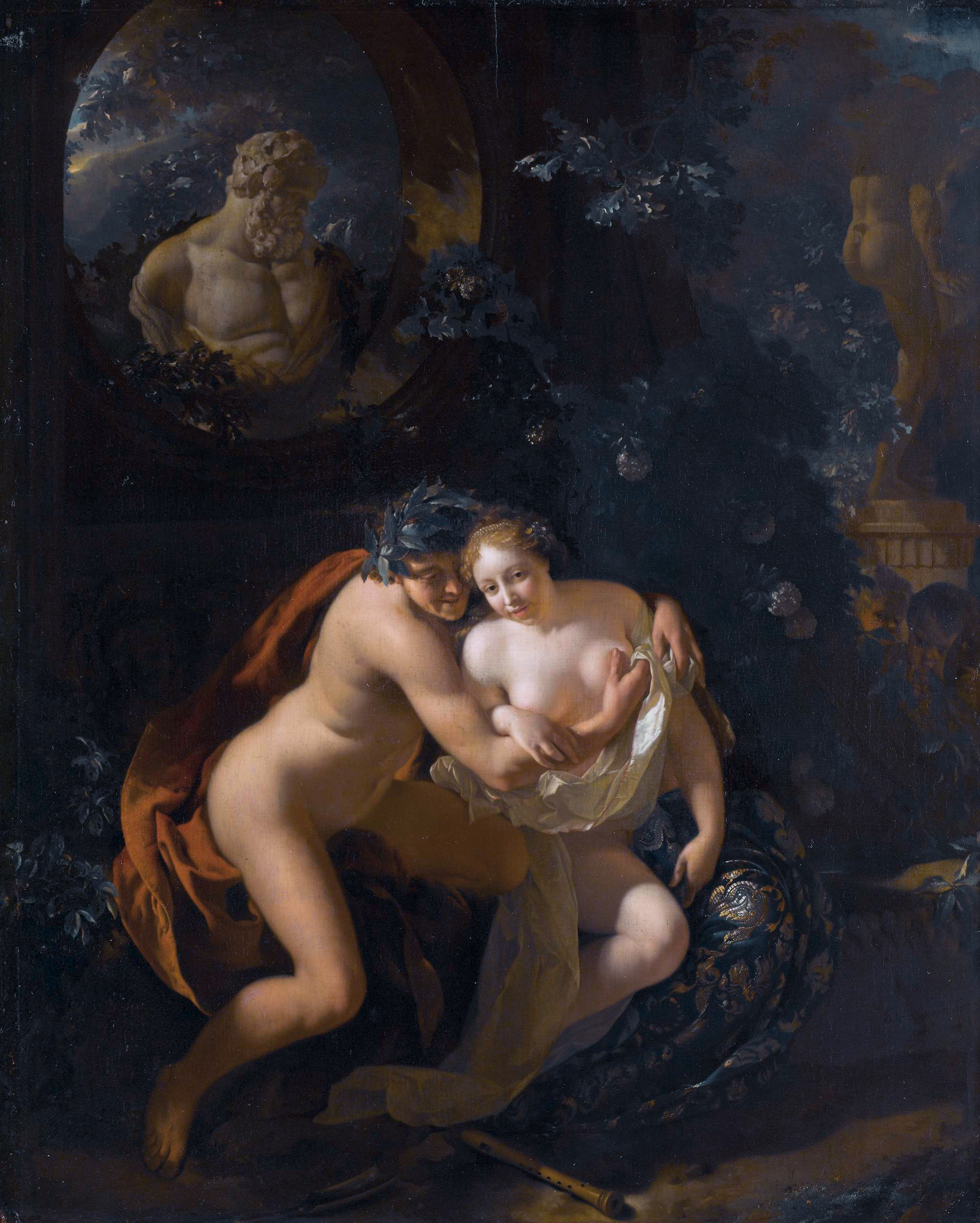
Couple d'amoureux dans un parc épié par les enfants ou Pâris et Œnone, toile d'Adriaen van der Werff.

Cette page concerne l'année 1694 en arts plastiques.

## Événements
- Découverte de plusieurs antiquités gauloises submergées lors de la reconstruction du fort de Bloscon au Port de Roscoff - Bloscon[1].

## Naissances
- 4 juillet : Claudio Francesco Beaumont, peintre et fresquiste italien († 24 juin 1766),
- 11 juillet : Charles Antoine Coypel, peintre français († 14 juin 1752),

- ? :
  - Vincenzo Meucci, peintre italien († 1766),
  - Johann Rudolf Dälliker, peintre suisse († 17 avril 1769),
  - Edme-François Gersaint, marchand de tableau et historien de l'art français († 1750).

## Décès
- 8 avril : Nicolás de Villacis, peintre espagnol (° 9 septembre 1616),
- 2 mai : Martin Desjardins, sculpteur français (° 1637),
- 25 juillet : Hishikawa Moronobu, peintre japonais (° 1618),
- 7 novembre : Jacques de Claeuw, peintre néerlandais (° 1623),
- 2 décembre : Pierre Puget, sculpteur, dessinateur, peintre et architecte français (° 16 octobre 1620),
- ? 
  - Fan Qi : peintre de paysages chinois (° 1616).